# Corydalis verticillaris
Corydalis verticillaris är en vallmoväxtart. Corydalis verticillaris ingår i släktet nunneörter, och familjen vallmoväxter.

## Underarter
Arten delas in i följande underarter:
- C. v. boissieri
- C. v. grandiflora
- C. v. parviflora
- C. v. verticillaris